# 412
412（四百十二、よんひゃくじゅうに）は自然数、また整数において、411の次で413の前の数である。

## 性質
- 412は合成数であり、約数は 1, 2, 4, 103, 206, 412 である。
  - 約数の和は728。
- 12個の連続する素数の和で表せる6番目の数である。1つ前は364、次は460。
412 = 13 + 17 + 19 + 23 + 29 + 31 + 37 + 41 + 43 + 47 + 53 + 59
- 各位の和が7になる28番目の数である。1つ前は403、次は421。
- 各位の積が8になる13番目の数である。1つ前は241、次は421。(オンライン整数列大辞典の数列 A199989)
- 412 = 22 × 103
  - 2つの異なる素因数の積で p2 × q の形で表せる50番目の数である。1つ前は404、次は423。(オンライン整数列大辞典の数列 A054753)
- n = 4 のときの n と 3n を並べてできる数である。1つ前は39、次は515。(オンライン整数列大辞典の数列 A019551)
- n = 412 のとき n と n − 1 を並べた数を作ると素数になる。n と n − 1 を並べた数が素数になる49番目の数である。1つ前は394、次は414。(オンライン整数列大辞典の数列 A054211)

## その他 412 に関連すること
- 西暦412年
- 紀元前412年
- フェラーリ・400#412 - 乗用車の車種。
- ベル 412 - ベル・ヘリコプター製の中型ヘリコプター。
- 4・12クーデター